# Robert de la Motte
Robert de la Motte dit parfois d'Acigné (mort le 5 août 1423) ecclésiastique breton qui fut évêque de Saint-Malo de 1389 à 1423

## Biographie
Robert de la Motte est le fils et homonyme de Robert de la Motte qui appartenait à la famille des seigneurs de Bossac et de la Trébaudaye dans la paroisse de Pipriac.Sa famille est liée au parti de Jeanne de Penthièvre et son frère aîné Alain de La Motte défendit le comté de Penthièvre contre le duc Jean IV de Bretagne. Son frère cadet Amauri de la Motte sera également évêque de Saint-Malo.
Robert de la Motte est nommé évêque est le Pape Clément VII le 8 novembre 1389. Il fait sa soumission à la chambre apostolique le 8 janvier 1390. Comme son prédécesseur Josselin de Rohan, il refuse de prêter serment de fidélité au duc Jean IV de Bretagne qui saisit son temporel malgré l'injonction du Pape. Malgré une insoumission de plusieurs années il doit finalement accepter de lui rendre l'Hommage. Le 25 février 1396, il est présent à Ploërmel avec neuf évêques de Bretagne aux États qui ratifie la fondation de la chapelle Saint-Michel d'Auray.
Robert de La Motte est ensuite l'exécuteur testamentaire d'Olivier IV de Clisson le 5 février 1407.
L'évêque se heurte également avec les seigneurs de Montfort sur le droit d'usage dans la forêt de Brocéliande. Il est à l'origine de l'implantation d'un ermitage sur l'île de Cézembre et il fait surélever le clocher de la cathédrale. L'obituaire de l'abbaye de Paimpont relève sa mort en aout 1423. Il est inhumé dans le chœur de la Cathédrale de Saint-Malo.

## Source
- François Tuloup Saint-Malo. Histoire Religieuse. Éditions Klincksieck, Paris 1975,  p. 54
- (en) Catholic Hierachy.org Bishop: Robert de la Motte d'Acigné